# German Fernandez
German Fernandez (2 de noviembre de 1990) es un corredor profesional estadounidense de Riverbank, California, Estados Unidos.

## Trayectoria
Fernandez es conocido por su rendimiento a nivel de escuela secundaria tanto en campo a través como en campo y pista. Actualmente entrena con Jerry Schumacher para el Bowerman Track Club. Fernandez saltó a la fama por conseguir el récord del Cross Country State Meet (14:24) de California, además de marcar un nuevo récord de escuela secundaria estadounidense (8:34) para dos millas en el campeonato Nike Outdoor Nationals de 2008. También posee el récord mundial junior de una milla en pista cubierta 3: 55.02.